# Jedediah Smith Redwoods State Park
Jedediah Smith Redwoods State Park is een staatspark gelegen langs Route 199, ongeveer 14,5 kilometer ten oosten van Crescent City, Californië, Verenigde Staten. Het park bevat 95 km² aan kustmammoetbomen, waarvan enkele grote in de Grove of Titans staan. De Smith River is via het park goed toegankelijk. Het park is een van de drie staatsparken van Redwood National and State Parks, alwaar bijna alle nog overgebleven kustmammoetbomen staan.
Het park is genoemd naar de ontdekkingsreiziger Jedediah Smith, die in 1826 als eerste blanke Amerikaan over het land vanaf de Mississippi naar Californië reisde.
Het park bevat meer dan 29 km aan wandelpaden en meer dan 100 kampeerplaatsen.

## Ecologie
Het park bevat 95 km² aan kustmammoetbomen (Sequoia sempervirens), waaronder een paar gebieden met zeer oude exemplaren (meer dan 1000 jaar). Ook het grootste (langste exemplaar is Hyperion) exemplaar, met een diameter van 6,5 meter en een lengte van 103,6 m, bevindt zich in het park.
De Smith River, die door het park stroomt, bevat regenboogforel. Verder leven er de Amerikaanse zwarte beer, wangzakeekhoorns, eekhoorns, en gewone wasberen.